# Bohdan Gonsior
Bohdan Gonsior (Chorzów, 16 de fevereiro de 1937) é um ex-esgrimista polaco, campeão por equipes do Campeonato Mundial de 1963 e medalhista de bronze nos Jogos Olímpicos de 1968.

## Biografia
Bohdan Gonsior nasceu na cidade de Chorzów, em 16 de fevereiro de 1937. Em sua carreira, conquistou três títulos nacionais, uma medalha de ouro por equipes no mundial de 1963, um bronze individual no mundial de 1966 e uma prata por equipes no mundial de 1970.
Nos Jogos Olímpicos de 1968, integrou a equipe polaca com Bohdan Andrzejewski, Henryk Nielaba, Kazimierz Barburski e Michał Butkiewicz. Na ocasião, os polacos ficaram com a medalha de bronze.
Foi agraciado com a medalha de Kalos Kagathos em 2019.